# اوک‌دیل (نیویورک)
اوک‌دیل (به انگلیسی: Oakdale) یک منطقهٔ مسکونی در ایالات متحده آمریکا است که در شهرستان سافک، نیویورک واقع شده‌است. اوک‌دیل ۹٫۷ کیلومتر مربع مساحت و ۷٬۹۷۴ نفر جمعیت دارد و ۳ متر بالاتر از سطح دریا واقع شده‌است.